# 乃木神社前駅
乃木神社前駅（のぎじんじゃまええき）は、かつて栃木県那須郡西那須野町新南郷屋（現・那須塩原市新南）にあった東野鉄道の駅（廃駅）である。

## 歴史
- 1935年（昭和10年）8月21日：開業。
- 1940年（昭和15年）3月4日：成田山前、中田原、白旗城跡前と共に廃止申請が行われる[2]（9月14日認可。昭和14年の調べでは1日の利用者は5人であった[3]）。
- 1968年（昭和43年）12月16日：廃止。

## 駅構造
単式ホーム1面1線の地上駅。駅舎の屋根には千木を模した飾りが施され、乃木神社の神社建築を模している。屋根の飾りを取ると当時の標準的な駅舎でしかないが、飾りを乗せたことで、神社の入り口であることを示している。
駅のホームは、全体は盛り土構造で、線路側は石材が積まれで作られており、この石材には大谷石が使われていた。戦後に延長された部分（乃木神社参道から奥方向）には、枕木で作られたホームが連なっていた。また、トイレは、ホームを下った奥にあった。

## 駅周辺
- 乃木神社

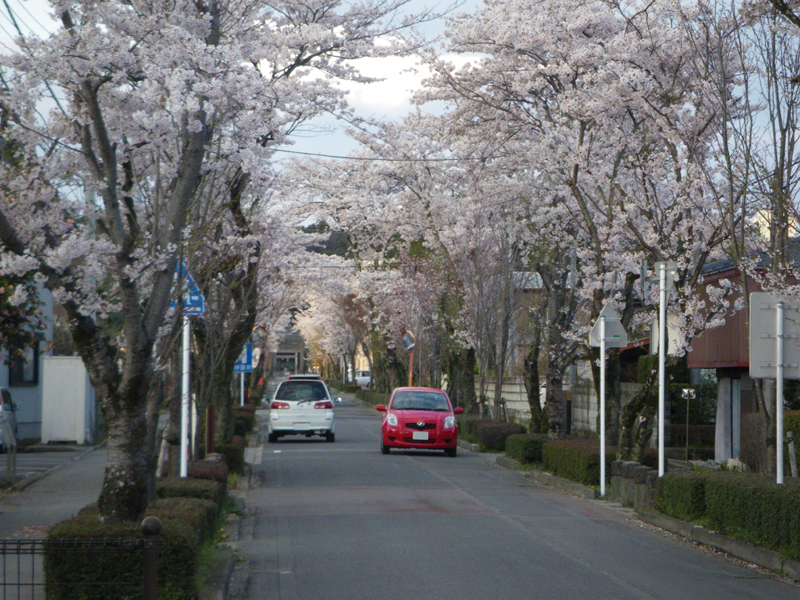
乃木神社参道の桜並木（2010年4月）
往時の駅舎は左側の参道西側に、現在のモニュメントは右側の参道東側に位置している。

廃線時まで乃木神社参道との踏切には、X字型の標識があり、CROSSING，DANGER、RAILROADなどの英語で注意書きが記載されていた。また、ビー玉のようなガラス玉がX字型の腕木に多数はめ込まれていて、夜間にも反射して解るようになっていた。この標識は、戦後の進駐軍の設置したものが廃線時まで残存したものである。

## 廃線後の状況

実際の駅跡地付近にある汽車のモニュメント（2009年9月）

廃線後、駅舎は解体されて無くなり、駅名標は参道を挟んだ民家の前に残されていたが、数年後に無くなった。ホームは、盛り土部分が徐々に削られて無くなり、数年後には大谷石の部分だけが残っていた。その後、路線跡がぽっぽ通りとして整備され、跡形も無くなった。 
現在、踏切跡地近くの乃木神社参道東側には乃木緑地と呼ばれる小さな公園があり、ぽっぽ通りに面した場所にはホームを模したモニュメントが置かれている。しかし、これは往時には田園であった場所に作り直されたものであり、駅舎もなく往時の姿とも異なっている。文献によっては、モニュメントの場所が駅の跡地であると受け取れるような記載をされる場合もあるが、正確には往時の乃木神社駅ホームは、現在ホームのモニュメントが設置されている乃木緑地とは参道を挟んだはす向かい側にあたる参道西側にあり、位置は異なっている。
実際の駅跡地付近には汽車を模したモニュメントが設置されている。

## 隣の駅
東野鉄道
東野線
西那須野駅 - 乃木神社前駅 - 大高前駅